# Wolf (Familienname)

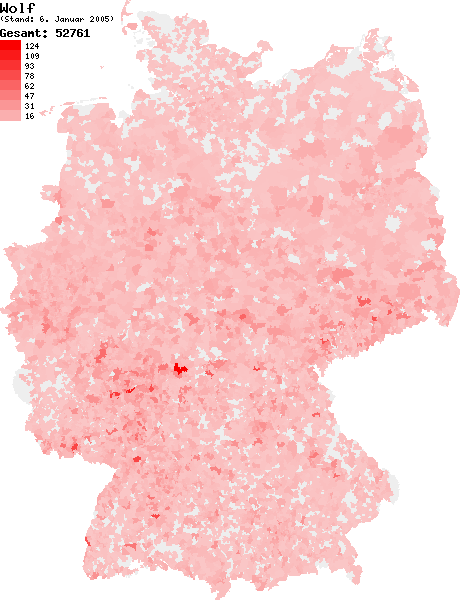
Verteilung des Nachnamens Wolf in Deutschland

Wolf ist ein deutscher Familienname.

## Herkunft
Der Familienname Wolf geht auf verschiedene Wurzeln zurück. Er kann erstens als Vatername von dem Vornamen Wolf (auch als Abkürzung von Wolfgang und ähnlich) abgeleitet sein. Als Übername kann er zweitens auf die Charakterisierung des ersten Namenträgers als grimmiger, wilder oder gefährlicher Mensch und damit auf den Tiernamen Wolf zurückgehen. Drittens kann er auf einen Hausnamen Bezug nehmen und damit als Wohnstättenname fungieren. Als jüdischer Familienname kann Wolf viertens auch auf den Jakobssegen zurückgehen, dessen Tiervergleiche seit dem Mittelalter gerne als Ruf- und später Familiennamen gewählt wurden.

## Varianten
Es gibt die alternativen Schreibweisen Wolff, Woolf, Wolfe, Woolfe, Wulff und Wulf sowie die Erweiterungen Wölfli (alemannisch), Wölfle (schwäbisch), Wölfl und Wolfes bzw. Volf sowie Wolfius.
Von den Vornamen Wolfgang bzw. Wolfhard (auch Wolfhart) sind andere Namen wie z. B. Wolfert oder Wohlfarth abgeleitet.
Fremdsprachige Entsprechungen:
| Vouk – | Slowenisch     |
| Vuk –  | Serbokroatisch |
| Vlk –  | Tschechisch    |
| Wowk – | Ukrainisch     |

## Häufigkeit
Der Familienname Wolf belegt den 16. Platz auf der Liste der häufigsten Familiennamen in Deutschland.

## Namensträger

### A
- Aaron Wolf (* 1996), japanischer Judoka
- Adalbert Wolf (1879–1950), österreichischer Apotheker und Politiker (GDVP)
- Adam Wolf (1822–1883), österreichischer Historiker
- Adolf Wolf (Politiker) (1869–1952), österreichischer Politiker (CS)
- Adolf Wolf (General) (1899–1973), deutscher Generalmajor
- Adolf Wolf (Widerstandskämpfer), deutscher Widerstandskämpfer
- Adolf Wolf-Rothenhan (1868–1953), deutscher Maler
- Adrian Wolf (* 1949), deutscher Sänger, Texter und Verleger
- Albert Wolf (Schauspieler) (1862–1938), deutscher Schauspieler, Regisseur und Sänger
- Albert Wolf (General) (1881–1958), deutscher Generalmajor
- Albert Wolf (Rabbiner) (1890–1951), deutscher Rabbiner
- Albert Wolf (Politiker, 1903) (1903–1959), deutscher Politiker (SPD), MdL Württemberg-Baden
- Albert Wolf (Politiker, 1916) (1916–1986), deutscher Politiker (CDU, SPD), MdB
- Albin Wolf (1920–1944), deutscher Jagdflieger
- Alexander Wolf (Historiker) (1827–1904), deutscher Historiker und Archäologe
- Alexander Wolf (Maler) (1864–1921), Schweizer Maler
- Alexander Wolf (Mediziner) (1907–1997), US-amerikanischer Psychiater und Psychoanalytiker
- Alexander Wolf (Autor) (eigentlich Karl Herbert Rösler; 1926–2018), deutscher Autor
- Alexander Wolf (Bühnenbildner) (* 1962), deutscher Bühnenbildner
- Alexander Wolf (Politiker) (* 1967), deutscher Jurist und Politiker (AfD)
- Alexander Wolf (Künstler) (1975–2020), deutscher Bildender Künstler
- Alexander Wolf (Biathlet) (* 1978), deutscher Biathlet
- Alexander Ludwig Wolf von Lüdinghausen († 1678), Zisterzienserabt und ernannter Bischof von Livland
- Alexander Roger Wolf (* 1970), deutscher Schauspieler
- Alfons De Wolf (* 1956), belgischer Radrennfahrer
- Alfred Wolf der Ältere (1863–1930), deutscher Fotograf
- Alfred Wolf (Politiker) (1878–1949), deutscher Politiker
- Alfred Wolf (Dirigent) (1889–1930), österreichischer Dirigent
- Alfred Wolf, eigentlicher Name von King Repp (1898–1968), deutscher Jongleur
- Alfred Wolf (Rabbiner) (1915–2004), deutsch-US-amerikanischer Rabbiner
- Alfred Wolf (Heimatforscher) (1923–2024), österreichischer Heimatforscher
- Alfred Wolf (Jurist) (* 1931), deutscher Jurist
- Alfred Wolf (Leichtathlet) (* 1948), österreichischer Sprinter
- Alfred P. Wolf (1923–1998), US-amerikanischer Chemiker
- Alfred S. Wolf, deutscher Gynäkologe
- Alice Wolf (* 1933), US-amerikanische Politikerin
- Alison Wolf (* 1949), britische Ökonomin
- Alois Wolf (1929–2020), österreichischer Mediävist
- Andre Wolf (* 1977), deutscher Autor und Blogger
- André De Wolf (* 1952), belgischer Radrennfahrer
- Andrea Wolf (Schauspielerin) (* 1958), deutsche Schauspielerin, Hörspielsprecherin und Malerin
- Andrea Wolf (Aktivistin) (1965–1998), deutsche politische Aktivistin
- Andreas Wolf (Mediziner) (1615–1661), deutscher Mediziner
- Andreas Wolf (Schauspieler) (1919–1997), deutscher Schauspieler
- Andreas Wolf (Architekt) (* 1956), deutscher Architekt, Stadtplaner und Hochschullehrer
- Andreas Wolf (Fußballspieler, 1958) (* 1958), deutscher Fußballspieler
- Andreas Wolf (Fußballspieler, 1959) (* 1959), deutscher Fußballspieler
- Andreas Wolf (Sänger) (* 1981), deutscher Opernsänger (Bassbariton)
- Andreas Wolf (Fußballspieler, 1982) (Andi Wolf; * 1982), deutscher Fußballspieler und -trainer
- Andreas Wolf (Handballspieler) (* 1990), deutscher Handballspieler
- Andy Wolf (Moderator) (* 1968), Schweizer Radiomoderator und Unternehmer
- Angelika Wolf (* 1955), deutsche Künstlerin
- Anita Wolf (1900–1989), Verfasserin religiöser Werke
- Anja Wolf (* 1967), deutsche Journalistin und Fernsehmoderatorin, siehe Anja Charlet
- Anja Wolf (Leichtathletin) (* vor 1971), deutsche Leichtathletin und Funktionärin
- Annabel Wolf (* 1997), deutsche Synchronsprecherin
- Anne Wolf (* 1967), belgische Jazzmusikerin
- Anthony Dablé-Wolf (* 1988), französischer American-Football-Spieler
- Anton Wolf (Politiker, I), österreichischer Politiker, MdL Tirol
- Anton Wolf (Politiker, II), deutscher Politiker, MdL Bayern
- Anton Wolf (Musiker) (Anton Karl Wolf; 1846–1934), deutscher Musiker
- Anton Wolf (Unternehmer) (1920–2011), deutscher Unternehmensgründer
- Anton Wolf (Fußballspieler) (1933–2010), österreichischer Fußballspieler
- Anton Alois Wolf (1782–1859), österreich-ungarischer Priester, Bischof von Laibach
- Aribert Wolf (* 1959), deutscher Politiker (CSU)
- Armin Wolf (Historiker) (1935–2025), deutscher Historiker
- Armin Wolf (Sportjournalist) (* 1961), deutscher Sportjournalist und Moderator
- Armin Wolf (Journalist) (* 1966), österreichischer Journalist und Fernsehmoderator
- Armin Wolf (Übersetzer), deutscher Übersetzer
- Arno Wolf (1959–2013), deutscher Fußballspieler
- Arnoldine Wolf (1769–1820), deutsche Dichterin
- Arthur Wolf (1854–1941), deutscher Unternehmensgründer, siehe Arthur Wolf, Pelzwaren
- Arthur Wolf (Jurist), deutscher Jurist
- Arthur Wolf (Anthropologe) (1932–2015), US-amerikanischer Anthropologe
- Arthur H. Wolf (1917–2002), US-amerikanischer Filmproduzent, Filmregisseur und Drehbuchautor
- August Wolf (Maler) (1842–1915), deutscher Maler
- August Wolf (Widerstandskämpfer) (1889–1945), deutscher Drucker und Widerstandskämpfer
- August Wolf (Rennfahrer) (1932–2023), deutscher Motorradrennfahrer
- August Wolf (Leichtathlet) (Augie Wolf; * 1961), US-amerikanischer Leichtathlet
- Augustinus Wolf (1910–1943), deutscher römisch-katholischer Ordensmann, Missionar und Märtyrer
- Austin Wolf (* 1983), US-amerikanischer Pornodarsteller

### B
- Barbara Wolf, Geburtsname von Barbara Sendtner (1792–1840), deutsche Schriftstellerin
- Barbara Wolf (Diplomatin) (* 1962), deutsche Diplomatin
- Barbara Wolf-Wicha (* 1944), österreichische Politikwissenschaftlerin und Hochschullehrerin
- Barbara Müller-Wolf (* 1954), deutsche Grafikerin
- Benno Wolf (1871–1943), deutscher Forscher
- Bernd Wolf (Maler) (1953–2010), deutscher Maler
- Bernd Wolf (Politiker) (* 1955), deutscher Politiker (CDU)
- Bernd Wolf (Schauspieler) (* 1958), deutscher Schauspieler
- Bernd Wolf (Musiker) (* 1961), deutscher Musiker und Dirigent
- Bernd Wolf (Eishockeyspieler) (* 1997), österreichischer Eishockeyspieler
- Bernhard Wolf (Biophysiker) (* 1948), deutscher Biophysiker und Hochschullehrer
- Bernhard Wolf (Künstler) (* 1965), österreichischer Künstler
- Bernhard Wolf (Schauspieler) (* 1982), österreichischer Schauspieler
- Bernhard Wolf (Schwimmer) (* 1988), österreichischer Schwimmer
- Berta Wolf (1904–1991), österreichische Mittelschullehrerin und Vorsitzende der Katholischen Frauenbewegung Österreichs
- Berthold Wolf (1874–1946), deutscher Verleger und Journalist
- Bethany Ashton Wolf (* 1975), US-amerikanische Filmregisseurin und Drehbuchautorin
- Birgit Wolf (* 1969), deutsche Leichtathletin, siehe Birgit Hamann
- Birgitta Wolf (1913–2009), schwedisch-deutsche Publizistin
- Blanche Wolf Knopf (1894–1966), US-amerikanische Verlegerin
- Bodo Wolf (Komponist) (1888–1965), deutscher Komponist
- Bodo Wolf (Energiewirtschaftler) (1940–2024), deutscher Energiewirtschaftler
- Bodo Wolf (Synchronsprecher) (1944–2023), deutscher Synchronsprecher
- Brigitte Wolf (Designerin) (* 1951), deutsche Formgestalterin und Hochschullehrerin
- Brigitte Wolf (Medienmanagerin) (* 1957), österreichische Kommunikationswissenschaftlerin und Medienmanagerin
- Brigitte Wolf (Orientierungsläuferin) (* 1967), Schweizer Orientierungsläuferin
- Bruno Wolf (1878–1971), deutscher Verwaltungsjurist
- Burkhardt Wolf (* 1969), deutscher Germanist

### C
- Carl Wolf (Architekt) (1820–1876), deutscher Architekt und Baubeamter
- Carl Wolf (Politiker) (1834–1901), deutscher Pfarrer und Politiker (Zentrum), MdR
- Carsten Wolf (* 1964), deutscher Radrennfahrer
- Cäsar Wolf (1874–1933), deutscher Bankier
- Caspar Wolf (1735–1783), Schweizer Maler
- Catherine G. Wolf (1947–2018), US-amerikanische Psychologin und Informatikerin
- Cees de Wolf (1945–2011), niederländischer Fußballspieler
- Cendrine Wolf (* 1969), französische Schriftstellerin
- Chad Wolf (* 1976), US-amerikanischer Politiker und Regierungsbeamter
- Charles Wolf (1827–1918), französischer Astronom
- Charles Wolf (Rennfahrer) (1909–1990), französischer Autorennfahrer
- Chris Wolf (* 1991), deutscher Fußballspieler
- Christa Wolf (1929–2011), deutsche Schriftstellerin
- Christian Wolf (Politiker, I), deutscher Politiker, Mitglied des Rheinisch-Deutschen Nationalkonvents
- Christian Wolf (Politiker, II), deutscher Politiker, MdL Sachsen
- Christian Wolf (Theologe) (* 1932), deutscher Theologe
- Christian Wolf (* um 1954), Schweizer Spieleautor, siehe Stefanie Rohner und Christian Wolf
- Christian Wolf (Jurist) (* 1958), deutscher Rechtswissenschaftler
- Christian Wolf (Mediziner), deutscher Psychiater
- Christian Wolf (Produzent), deutscher Filmproduzent
- Christian Wolf (Politiker, 1978) (* 1978), deutscher Politiker (FDP), MdA Berlin
- Christian Heiner Wolf (* 1971), deutscher Schauspieler
- Christian Sigismund Wolf (1632–1699), deutscher evangelisch-lutherischer Geistlicher
- Christiane Wolf (* 1964), deutsche Kunsthistorikerin
- Christine Wolf (Leichtathletin) (* 1980), deutsche Leichtathletin
- Christine Wolf (Golfspielerin) (* 1989), österreichische Golfspielerin
- Christof Wolf (* 1963), deutscher Volkswirt und Soziologe
- Christoph Wolf (Politiker) (* 1986), österreichischer Politiker (ÖVP)
- Christoph Joseph Wolf (1679–1747), deutscher Bergbeamter, Ratsherr und Stadtrichter
- Christopher Wolf (* 1995), deutscher Basketballspieler
- Claus Wolf (Politiker), deutscher Politiker (DBD)
- Claus Wolf (Denkmalpfleger) (* 1959), deutscher Denkmalpfleger
- Cornelia Wolf (* 1982), deutsche Kommunikationswissenschaftlerin
- Cornelis de Wolf (1880–1935), niederländischer Organist, Komponist und Musikpädagoge

### D
- Dale E. Wolf (1924–2021), US-amerikanischer Politiker
- Daniel Wolf (Journalist) (1915–1996), US-amerikanischer Journalist und Herausgeber
- Daniel Wolf (Schauspieler, 1953) (* 1953), Schweizer Schauspieler
- Daniel Wolf (Schauspieler, II), deutscher Schauspieler
- Daniel Wolf, Pseudonym von Christoph Lode (* 1977), deutscher Schriftsteller
- Daniel Wolf (Fußballspieler, 1980) (* 1980), deutscher Fußballspieler
- Daniel Wolf (Fußballspieler, 1985) (* 1985), österreichischer Fußballspieler
- Daniel Wolf (Skeletonpilot), österreichischer Skeletonpilot
- Daniel Wolf (Rugbyspieler) (* 2000), deutscher Rugby-Union-Spieler
- Daniela Wolf (* 1988), österreichische Wirtschaftsinformatikerin und Hochschullehrerin
- Daria Vivien Wolf (* 2001), deutsche Schauspielerin
- David Wolf (Eishockeyspieler) (* 1989), deutscher Eishockeyspieler
- David Wigg-Wolf (* 1956), britischer Numismatiker, tätig in Deutschland
- David Alexander Wolf (* 1956), US-amerikanischer Astronaut
- Denis Wolf (* 1983), deutscher Fußballspieler
- Dennis Wolf (* 1978), deutscher Bodybuilder
- Detlef Wolf (Geodät) (1951–2013), deutscher Geodät und Geophysiker
- Detlef Wolf (Fußballspieler) (* 1956), deutscher Fußballspieler
- Dick Wolf (* 1946), US-amerikanischer Filmproduzent
- Dieter Wolf (Dramaturg) (* 1933), deutscher Dramaturg
- Dieter Wolf (Verwaltungsjurist) (1934–2005), deutscher Verwaltungsjurist
- Dieter Wolf (Politikwissenschaftler, 1940) (* 1940), deutscher Politikwissenschaftler und Hochschullehrer (Bremen)
- Dieter Wolf (Soziologe) (* 1942), deutscher Sozialwissenschaftler und Philosoph
- Dieter Wolf (Physiker), deutsch-amerikanischer Physiker
- Dieter Wolf (Künstler) (* 1949), deutscher Trompeter und Objektkünstler
- Dieter Wolf (Historiker) (* 1956), deutscher Historiker und Archivar
- Dieter Wolf-Gladrow (* 1953), deutscher Physiker, Biowissenschaftler und Hochschullehrer
- Dieter H. Wolf (1941–2023), deutscher Biochemiker und Hochschullehrer
- Dieter O. A. Wolf (1939–1983), deutscher Politikwissenschaftler und Publizist
- Dietrich Wolf (Physiker, 1929) (1929–2015), deutscher Physiker und Hochschullehrer
- Dietrich Wolf (Manager) (* 1939), deutscher Bankmanager und Ministerialbeamter
- Dietrich Wolf (Physiker, 1954) (Dietrich E. Wolf; * 1954), deutscher Physiker und Hochschullehrer
- Dirk De Wolf (* 1961), belgischer Radsportler
- Dirk Wolf (Fußballspieler) (* 1972), deutscher Fußballspieler
- Doris Wolf (* 1954), deutsche Psychologin, Psychotherapeutin und Autorin
- Dorothea Wolf (* 1951), deutsche Politikerin

### E
- Eberhard Wolf (Bildhauer, 1938) (1938–2023), deutscher Zeichner und Bildhauer
- Eberhard Wolf (Designer) (* 1957), deutscher Designer, Fotograf und Hochschullehrer
- Ebert Wolf der Ältere (auch Eberhard Wolf; um 1550–nach 1600), deutscher Bildhauer
- Ebert Wolf der Jüngere (auch Eberhard Wolf; um 1560–1609), deutscher Bildhauer
- Eckhard Wolf (Jurist) (1932–2018), deutscher Richter
- Eckhard Wolf (Tiermediziner) (* 1963), deutscher Tiermediziner
- Edgar Wolf (Politiker, 1882) (1882–1945), deutscher Pfarrer und Politiker (DNVP), MdR
- Edgar Wolf (Politiker, 1971) (Edgar Wolf-Hauser; * 1971), Schweizer Politiker (FDP), Mitglied des Glarner Landrates
- Edith Wolf-Hunkeler (* 1972), Schweizer Leichtathletin
- Eduard Wolf (1885–1961), deutscher Unternehmer
- Egbert Ludwig Wolf (1860–1931), deutsch-russischer Botaniker
- Egwin Wolf (* 1951), deutscher Fußballspieler
- Elisabeth Wolf (Malerin) (1873–1964), deutsche Malerin
- Elisabeth Wolf, Geburtsname von Anita Wolf (1900–1989), Autorin
- Elisabeth Wolf (Schriftstellerin) (1921–2006), deutsche Schriftstellerin
- Elise Wolf (1891–1973), Schweizer Malerin
- Elmar Wolf (1939–2006), deutscher Blasmusiker
- Emil Wolf (1922–2018), US-amerikanischer Physiker
- Endre Wolf (1913–2011), schwedischer Violinist und Hochschullehrer
- Enosch Wolf (* 1990), deutscher Basketballspieler
- Eric Wolf (geb. Erich Robert Wolf; 1923–1999), österreichisch-US-amerikanischer Anthropologe
- Erich Wolf (Musikwissenschaftler) (1929–1971), deutscher Musikwissenschaftler
- Erich Wolf (Fußballtrainer) (* 1926), deutscher Fußballtrainer und Oberstudienrat
- Erich Wolf (Fußballspieler) (1940–2012), deutscher Fußballspieler
- Erich Wolf (Offizier) (* 1949), österreichischer Generalmajor der Luftwaffe
- Erich Martin Wolf (1947–2022), österreichischer Schauspieler und Theaterregisseur
- Erik Wolf (1902–1977), deutscher Rechtsphilosoph
- Erika Wolf (1912–2003), deutsche Politikerin (CDU)
- Ermanno Wolf-Ferrari (1876–1948), italienisch-deutscher Komponist
- Ernest Wolf-Gazo (* 1947), US-amerikanischer Philosoph und Hochschullehrer
- Ernest M. Wolf (1909–1994), deutschamerikanischer Germanist und Romanist
- Ernest S. Wolf (1921–2018), US-amerikanischer Psychoanalytiker
- Ernesto Wolf (1918–2003), deutsch-brasilianischer Kunstsammler
- Ernst Wolf (Komponist) (1883–1932), österreichischer Musiker und Komponist
- Ernst Wolf (Admiral) (1886–1964), deutscher Vizeadmiral
- Ernst Wolf (Theologe) (1902–1971), deutscher Theologe
- Ernst Wolf (Politiker, 1907) (1907–1989), deutscher Politiker (SED)
- Ernst Wolf, ursprünglicher Name von Ernest M. Wolf (1909–1994), deutsch-US-amerikanischer Germanist und Romanist
- Ernst Wolf (Jurist) (1914–2008), deutscher Jurist und Hochschullehrer
- Ernst Wolf (Maler, 1915) (1915–2007), Schweizer bildender Künstler
- Ernst Wolf (Handballspieler) (1917–2002), rumänischer Handballspieler
- Ernst Wolf (Maler, 1948) (* 1948), deutscher Maler
- Ernst-August Wolf (1942–2022), deutscher Politiker (SPD)
- Ernst Hugo von Wolf (1838–1913), deutscher Generalmajor
- Ernst Wilhelm Wolf (1735–1792), deutscher Komponist
- Erwin Wolf (Parteifunktionär) (1902–1937), tschechoslowakischer Parteifunktionär
- Erwin Wolf (Trompeter) (1919–1994), deutscher Trompeter und Hochschullehrer
- Erwin Wolf (Fußballspieler) (* 1965), österreichischer Fußballspieler
- Erzsébet Wolf (* 1952), ungarische Badmintonspielerin
- Eugen Wolf (Journalist) (1850–1912), deutscher Journalist und Forschungsreisender
- Eugen Wolf (Fotograf) (1865–1939), deutscher Fotograf
- Eugen Wolf (Schwimmer), deutscher Schwimmer
- Eva Wolf (1936–2005), österreichisch-israelische Chemikerin, siehe Chava Lifshitz
- Eva Wolf (Biochemikerin) (* 1967), deutsche Biochemikerin
- Ewald Wolf (* 1955), Radrennfahrer aus Liechtenstein

### F
- Federico Wolf-Ferrari (1899–1971), italienisch-deutscher Theaterregisseur und -intendant
- Felix Wolf (Parteifunktionär) (eigentlich Werner Rakow; 1893–1936), deutsch-russischer Parteifunktionär (KPD) und Revolutionär
- Felix Wolf (Schwimmer) (* 1989), deutscher Schwimmer
- Ferdinand Wolf (1796–1866), österreichischer Romanist
- Ferdinando Wolf, österreichischer Unternehmer
- Florian Wolf-Roskosch (* 1983), deutscher Schriftsteller
- Frank Wolf (Politiker) (* 1939), US-amerikanischer Politiker (Virginia)
- Frank Wolf (Fußballspieler) (* 1968), deutscher Fußballspieler
- František Wolf (1904–1989), tschechischer Mathematiker
- Franz Wolf (Architekt) (um 1805–nach 1867), Architekt in Prag
- Franz Wolf (Politiker) (1889–1972), deutscher Gewerkschafter und Politiker (SPD), MdL Bayern
- Franz Wolf (Physiker) (1898–1984), deutscher Physiker
- Franz Wolf (SS-Mitglied) (1907–1999), deutscher SS-Scharführer
- Franz Wolf (Kanute) (* 1938), österreichischer Kanute
- Franz Wolf (Manager) (* 1953), deutscher Finanz- und Wirtschaftsmanager
- Franz Wolf (Maler) (* 1954), österreichischer Maler
- Franz Benedikt Wolf (1825–1904), deutscher Generalmajor
- Franz Ferdinand Wolf (* 1947), österreichischer Politiker (ÖVP) und Journalist
- Franz Karl Wolf (1764–1836), deutscher Grafiker und Schuldirektor in Prag
- Franziska Wolf (1861–1933), österreichische Lehrerin, Schriftstellerin und Politikerin (DNSAP)
- Franziskus Wolf (auch Franz Wolf; 1876–1944), deutscher Missionar
- Fred Wolf (Animator) (* 1932), US-amerikanischer Animator, Drehbuchautor und Regisseur
- Fred Wolf (Drehbuchautor) (* 1964), US-amerikanischer Komiker, Drehbuchautor, Schauspieler und Regisseur
- Fred Wolf (Neurowissenschaftler), deutscher Neurowissenschaftler
- Fred Alan Wolf (* 1934), US-amerikanischer Physiker und Autor
- Frederick Adolph Wolf (1885–1975), US-amerikanischer Pilzkundler
- Frieder Otto Wolf (* 1943), deutscher Politikwissenschaftler, Politiker und Philosoph
- Friedrich Wolf (Geistlicher) (1884–1970), deutscher römisch-katholischer Geistlicher und Dekan
- Friedrich Wolf (1888–1953), deutscher Arzt, Schriftsteller und Dramatiker
- Friedrich Wolf (General) (1893–1971), deutscher Generalmajor
- Friedrich Wolf (Chemiker) (1920–1986), deutscher Chemiker
- Friedrich Wolf (Chorleiter) (1935–2008), österreichischer Chorleiter, Musikpädagoge und Komponist
- Friedrich Wolf (Tiermediziner) (* 1940), deutscher Tiermediziner
- Friedrich August Wolf (1759–1824), deutscher Altphilologe und Altertumswissenschaftler
- Fritz Wolf (Politiker) (Friedrich Wolf; 1853–1922), deutscher Arzt und Politiker
- Fritz Wolf (Turner) (1880–1961), deutscher Kunstturner
- Fritz Wolf (Schriftsteller) (1908–2006), deutsch-israelischer Jurist und Schriftsteller
- Fritz Wolf (Karikaturist) (1918–2001), deutscher Grafiker und Karikaturist

### G
- Gabriela Wolf (* 1960), deutsche Marathonläuferin
- Gary K. Wolf (* 1941), US-amerikanischer Autor
- Georg Wolf (Oberamtmann) (1817–1864), deutscher Verwaltungsbeamter
- Georg Wolf (Bildhauer) (1858–1930), deutscher Bildhauer
- Georg Wolf (Konstrukteur) († 1938), deutscher Konstrukteur und Unternehmer
- Georg Wolf (Politiker) (1871–1951), deutscher Journalist und Politiker
- Georg Wolf (Maler) (1882–1962), deutsch-französischer Maler
- Georg Wolf (Jurist) (1921–2012), deutscher Jurist und Polizeibeamter
- Georg Wolf (Musiker), deutscher Jazzmusiker
- Georg Wolf (Basketballspieler) (* 1995), österreichischer Basketballspieler
- Georg Wolf (Volleyballspieler) (* 1995), deutscher Volleyballspieler
- Georg-Friedrich Wolf (* 1962), deutscher Stahlbildhauer
- Georg Jakob Wolf (1882–1936), deutscher Kunsthistoriker und Schriftsteller
- George Wolf (1777–1840), US-amerikanischer Politiker
- Gerald Wolf (Mediziner) (* 1943), deutscher Neurobiologe
- Gerald Wolf (Diplomat) (* 1959/1960), deutscher Diplomat
- Geralyn Wolf (* 1947), US-amerikanische Geistliche, Bischöfin von Rhode Island
- Gerd Wolf (Physiker) (Gerhard Hans Wolf; * 1933), deutscher Physiker
- Gerd Wolf (Sänger) (1940–2019), deutscher Opernsänger (Bass)
- Gerd-Peter Wolf (* 1951), deutscher Politiker (SPD)
- Gerhard Wolf (Landrat) (1869–1951), deutscher Landrat
- Gerhard Wolf (Konsul) (1896–1971), deutscher Diplomat
- Gerhard Wolf (Künstler) (1909–1996), deutscher Künstler und Kunsterzieher
- Gerhard Wolf (Schriftsteller) (1928–2023), deutscher Schriftsteller und Verleger
- Gerhard Wolf (Kunsthistoriker) (* 1952), deutscher Kunsthistoriker
- Gerhard Wolf (Rechtswissenschaftler) (* 1952), deutscher Rechtswissenschaftler und Hochschullehrer
- Gerhard Wolf (Philologe) (* 1954), deutscher Philologe und Germanist
- Gerhard Wolf (Posaunist) (* 1965), deutscher Musiker
- Gerhard Wolf-Heidegger (1910–1986), deutsch-schweizerischer Mediziner und Medizinhistoriker
- Gerhard K. Wolf (Chemiker) (* 1935), deutscher Chemiker und Hochschullehrer
- Gerhard K. Wolf (Mediziner) (* 1939), deutscher Mediziner, Medizinischer Informatiker und Hochschullehrer
- Gerlinde Wolf (* 1959), deutsche Drehbuchautorin
- German Wolf (1830–1890), deutscher Fotograf
- Gerson Wolf (1823–1892), österreichischer Historiker, Schriftsteller und Pädagoge
- Gertraud Wolf (1878–nach 1932), deutsche Politikerin (BMP, DVP), MdL Bayern
- Gery Wolf (1949–2023), österreichischer Fotograf
- Gisela Wolf (* 1926), deutsche Spionin, siehe Hans-Günter und Gisela Wolf
- Gordon Wolf (* 1990), deutscher Leichtathlet
- Gotthard Wolf (1910–1995), deutscher Filmemacher
- Gotthardt Wolf (1887–1947), deutscher Kameramann
- Gottlieb Benjamin von Wolf (1780–nach 1842), deutscher Verwaltungsbeamter
- Götz Wolf, deutscher Schauspieler
- Grete Schmahl-Wolf (1882–1942), österreichische Journalistin und Schriftstellerin
- Grete Wolf Krakauer (1890–1970), österreichisch-israelische Malerin, siehe Grete Krakauer
- Guido Wolf (* 1961), deutscher Politiker (CDU)
- Günter Wolf (General) (1926–2013), deutscher General
- Günter Wolf (Schauspieler) (auch Günther Wolf; 1930–2014), deutscher Schauspieler, Drehbuchautor und Synchronsprecher
- Günter Wolf (Physiker) (1937–2024), deutscher Physiker
- Günter Wolf (Gewerkschafter) (auch Günther Wolf; * 1942), deutscher Gewerkschafter und Politiker, MdV
- Günter Wolf (Wasserballspieler) (* 1949), deutscher Wasserballspieler und -trainer
- Gunter Wolf (* 1961), deutscher Nephrologe und Diabetologe
- Günther Wolf (Chorleiter) (1925–2018), deutscher Chorleiter
- Gunther Wolf (Historiker) (* 1930), deutscher Historiker
- Gunther Wolf (Unternehmer) (* 1964), deutscher Unternehmer und Unternehmensberater
- Guntram Wolf (1935–2013), deutscher Instrumentenbauer
- Gustav Wolf (Chemiker), Chemiker und Hochschullehrer
- Gustav Wolf (Historiker) (1865–1940), deutscher Historiker
- Gustav Wolf (Maler) (1887–1947), deutscher Maler und Grafiker
- Gustav Wolf (Architekt) (1887–1963), deutscher Architekt
- Gustav Wolf (Mundartdichter) (1896–1942), deutscher Mundartdichter
- Gusti Wolf (1912–2007), österreichische Schauspielerin

### H
- Hanna Wolf (Politikerin, 1908) (1908–1999), deutsche Politikerin (SED)
- Hanna Wolf (Politikerin, 1936) (* 1936), deutsche Politikerin (SPD), MdB
- Hanna Wolf (Politikerin, 1943) (* 1943), deutsche Politikerin (LDPD), MdV
- Hannes Wolf (Fußballtrainer) (* 1981), deutscher Fußballtrainer
- Hannes Wolf (Fußballspieler) (* 1999), österreichischer Fußballspieler
- Hanns Wolf (Komponist) (1894–1968), deutscher Musiker und Komponist
- Hanns Wolf (Landrat) (1901–1972), deutscher Landrat
- Hans Wolf (Bildhauer) (um 1570–1629), deutscher Bildhauer
- Hans Wolf (Holzschneider) (1839–1912), deutscher Zeichner, Illustrator und Holzschneider
- Hans Wolf (Jurist) (1850–1940), deutscher Jurist und Richter
- Hans Wolf (Musiker) (1862–nach 1926), deutscher Musiker
- Hans Wolf (Architekt) (1890–1959), österreichischer Architekt
- Hans Wolf (Politiker, 1892) (1892–1972), deutscher Politiker (FDP), MdL Bayern
- Hans Wolf (Politiker, II), deutscher Politiker (DVP/DemP/FDP)
- Hans Wolf (Verleger) (1893–1978), deutscher Journalist und Verleger
- Hans Wolf (Lehrer), rumäniendeutscher Lehrer
- Hans Wolf (Funktionshäftling) (1902–1948), deutscher Funktionshäftling
- Hans Wolf (Fußballspieler) (1911–??), deutscher Fußballspieler
- Hans Wolf (Maler) (1921–1972), österreichischer Maler und Lehrer
- Hans Wolf (Orgelbauer), deutscher Orgelbauer
- Hans Wolf (Radsportler) (* 1940), US-amerikanischer Radrennfahrer
- Hans Wolf (Mikrobiologe) (Hans Joachim Wolf; 1945–2024), deutscher Mikrobiologe, Virologe und Hochschullehrer
- Hans Wolf (Übersetzer) (* 1949), deutscher Übersetzer und Schriftsteller
- Hans Pfefferer-Wolf (* 1950), deutscher Psychiater und Hochschullehrer
- Hans Christoph Wolf (1929–2020), deutscher Physiker
- Hans-Georg Wolf (* 1963), deutscher Anglist und Hochschullehrer
- Hans-Günter Wolf (1924–1991), deutscher Spion, siehe Hans-Günter und Gisela Wolf
- Hans Günter Wolf (1935–2020), deutscher Fallschirmspringer
- Hansheinrich von Wolf (1873–1916), deutscher Offizier
- Hans-Heinrich Wolf (Theologe) (1911–1987), deutscher Theologe
- Hans-Heinrich Wolf (Fußballspieler) (* 1948), deutscher Fußballspieler
- Hans-Joachim Wolf (1947–1964), deutsches Todesopfer an der Berliner Mauer
- Hans-Jürgen Wolf (1950–2018), deutscher Synchronsprecher, Schauspieler und Hörspielsprecher
- Harald Wolf (Politiker, I), deutscher Politiker (SPD), Bürgermeister von Ennepetal
- Harald Wolf (Biologe) (* 1955), deutscher Neurobiologe und Hochschullehrer
- Harald Wolf (Radsportler) (* 1955), deutscher Radsportler
- Harald Wolf (* 1956), deutscher Politiker (Die Linke)
- Harriet Wolf (1894–1987), deutsche Malerin
- Harry Benjamin Wolf (1880–1944), US-amerikanischer Politiker
- Harry L. Wolf (1908–1993), US-amerikanischer Kameramann
- Hasso Wolf (1926–2009), deutscher Reporter
- Heike Wolf (* 1977), deutsche Schriftstellerin
- Heike Wolf-Aury, deutsche Szenenbildnerin und Filmausstatterin
- Heinrich Wolf (Pastor, 1733) (1733–1801), deutscher Pastor
- Heinrich Wolf (Pastor, 1801) (1801–1887), deutscher Pastor
- Heinrich Wolf (Politiker, 1817) (1817–1871), deutscher Mühlenbesitzer und Politiker
- Heinrich Wolf (Politiker, 1834) (1834–1897), deutscher Politiker, MdL Bayern
- Heinrich Wolf (Politiker, 1857) (1857–1941), deutscher Politiker (SPD), MdL Gotha
- Heinrich Wolf (Autor) (1858–1942), deutscher Schriftsteller
- Heinrich Wolf (Architekt) (1868–1924), österreichisch-deutscher Architekt
- Heinrich Wolf (Schachspieler) (1875–1943), österreichischer Journalist und Schachspieler
- Heinrich Wolf (Politiker, 1890) (1890–1973), deutscher Politiker (SPD) und Landrat
- Heinrich Wolf (Politiker, 1909) (1909–1984), deutscher Politiker (CDU), MdL Nordrhein-Westfalen
- Heinrich Wolf (Fotograf) (1919–1983), deutscher Fotograf
- Heinrich Wolf (Zoologe) (1924–2020), deutscher Lehrer und Entomologe
- Heinrich Wolf (Unternehmer) (1926–2010), deutscher Unternehmer
- Heinrich Wolf (Fußballspieler) (* 1948), österreichischer Fußballspieler
- Heinrich Wolf-Bender (1871–1932), Schweizer Fotograf
- Heinrich Anton Wolf (Heinz Wolf; 1908–1984), deutscher Politiker und Staatsanwalt
- Heinrich W. Wolf (1909–1990), deutscher Architekt
- Heinz Wolf (Comiczeichner) (* 1959), österreichischer Comiczeichner
- Heinz Wolf (Journalist) (* 1964), deutscher Journalist und Moderator
- Heinz Jürgen Wolf (1936–2016), deutscher Romanist und Sprachwissenschaftler
- Helene Wolf (1899–nach 1955), österreichische Gärtnerin und Gartenarchitektin
- Helga Maria Wolf (* 1951), österreichische Journalistin
- Hellmut Wolf (1909–nach 1977), deutscher Zeitungsverleger
- Hellmuth Wolf (* 1926), siebenbürgisch-deutscher Elektrotechniker und Hochschullehrer
- Helmut Wolf (Geodät) (1910–1994), deutscher Geodät
- Helmut Wolf (Geologe) (1937–2020), deutscher Geologe und Museumsleiter
- Helmut Wolf (Politiker, 1939) (* 1939), österreichischer Politiker (SPÖ)
- Helmut Wolf (Dirigent) (* 1939), deutscher Dirigent, Chorleiter und Musikwissenschaftler
- Helmut Wolf (Politiker, 1948) (* 1948), deutscher Politiker (DVU)
- Helmut Wolf (Jurist), ehemaliger Präsident des Finanzgerichts Mecklenburg-Vorpommern
- Helmut Wolf (Bildhauer) (* 1959), deutscher Bildhauer und Restaurator
- Henri De Wolf (1936–2023), belgischer Radrennfahrer
- Henry Wolf (Fotograf) (1925–2005), US-amerikanischer Fotograf und Grafikdesigner
- Henry De Wolf Smyth (1898–1986), US-amerikanischer Physiker und Diplomat
- Herbert Wolf (Parteifunktionär), deutscher Parteifunktionär (SAP)
- Herbert Wolf (Wirtschaftswissenschaftler) (1925–2022), deutscher Wirtschaftswissenschaftler
- Herbert Wolf (Chemiker) (* 1925), deutscher Chemiker und Hochschullehrer
- Herbert Wolf (Germanist) (1930–2017), deutscher Germanist und Sprachhistoriker
- Herbert Wolf (Manager), österreichischer Manager
- Herbert Franz Wolf (1927–1993), deutscher Soziologe
- Herbert M. Wolf (Herbert Martin Wolf; 1938–2002), US-amerikanischer Theologe
- Hermann Wolf (Diplomat) (1596–1645), deutscher Jurist, Staatsmann und Diplomat
- Hermann Wolf (Naturheiler) (1861–1939), deutscher Lehrer und Naturheiler
- Hermann Wolf (Landrat) (1871–1953), deutscher Landrat
- Hermann Wolf (Rechtsanwalt) (1880–1951), deutschamerikanischer Rechtsanwalt
- Hermann Wolf (Politiker, 1886) (1886–1953), deutscher Politiker (USPD), MdL Freistaat Anhalt
- Hermann Wolf (Mediziner) (1889–1978), österreichisch-deutscher Kieferchirurg und Hochschullehrer
- Hermann Wolf (Pilot) (1919–1996), deutscher Pilot
- Hermann Wolf (Politiker, 1936) (* 1936), deutscher Politiker
- Hermann Wolf (Pianist) (1937–2016), deutscher Pianist und Klavierpädagoge
- Hermann Wolf (Produzent), Filmproduzent, Produktionsleiter und Regisseur
- Hermann Wolf zu Füchtel († 1506), deutscher Geistlicher, Domherr in Münster
- Herta Wolf (* 1954), deutsche Kunsthistorikerin und Hochschullehrerin
- Hertha Wolf-Beranek (1912–1977), Slawistin und Volkskundlerin
- Hieronymus Wolf (1516–1580), deutscher Humanist, Philologe und Bibliothekar
- Hillary Wolf (* 1977), US-amerikanische Schauspielerin und Judoka
- Horst Wolf (Sänger) (1894–1980), deutscher Sänger (Tenor)
- Horst Wolf (Judoka) (1917–1988), deutscher Judoka und Sportwissenschaftler
- Horst Wolf (Journalist) (1928–2015), deutscher Journalist
- Horst Wolf (Basketballspieler) (* 1964), deutscher Basketballspieler
- Howlin’ Wolf (1910–1976), US-amerikanischer Musiker
- Howling Wolf (1849–1927), Cheyenne-Krieger und Grafiker
- Hubert Wolf (Musiker) (1934–1981), deutscher Musiker
- Hubert Wolf (Theologe) (* 1959), deutscher Kirchenhistoriker
- Hubert Wolf (Schauspieler) (* 1967), österreichischer Schauspieler
- Hugo Wolf (Revolutionär) (1830–1900), deutscher Arzt und Revolutionär
- Hugo Wolf (1860–1903), österreichischer Komponist
- Hugo Wolf (Schriftsteller) (1888–1946), österreichischer Jurist und Schriftsteller
- Hugo Wolf (Politiker) (1896–1960), deutscher Politiker (VRP), MdL Hessen

### I
- Ilka Wolf (* 1986), deutsche Sängerin und Musicaldarstellerin
- Ilse Wolf (* 1938), deutsche Malerin
- Immanuel Wolf (1799–1847), deutscher Pädagoge und jüdischer Publizist, siehe Immanuel Wohlwill
- Immanuel Wolf (Lehrer) (1870–1964), deutscher Lehrer
- Ina Wolf (* 1954), österreichische Sängerin
- Ingeborg Schäffler-Wolf (1928–2015), deutsche Künstlerin
- Ingo Wolf (* 1955), deutscher Politiker (FDP)
- Ingo Wolf (Basketballspieler) (* 1965), deutscher Basketballspieler
- Ingo Schmidt-Wolf (* vor 1961), deutscher Onkologe und Hochschullehrer
- Ingrid Wolf (* 1943), deutsche Keramikerin und Politikerin (CDU), MdVK
- Innocent Wolf (1843–1922), deutschamerikanischer Ordensgeistlicher
- Irmgard Wolf (Kunsthistorikerin) (1913–2006), deutsche Kunsthistorikerin, Journalistin und Übersetzerin
- Irmgard Wolf (Juristin) (* 1951), deutsche Juristin
- Isabella Wolf (* 1987), deutsche Schauspielerin
- Isabelle Wolf (* 1994), deutsche Fußballspielerin

### J
- J. J. Wolf (* 1998), US-amerikanischer Tennisspieler
- Jack Keil Wolf (1935–2011), US-amerikanischer Informatiker
- Jakob de Wolf († 1685), niederländischer Maler
- Jakob Wolf (Pädagoge) (1654–1723), deutscher Pädagoge
- Jakob Wolf (Märtyrer) (1891–nach 1940), russlanddeutscher Geistlicher und Märtyrer
- Jakob Wolf (Politiker) (* 1966), österreichischer Politiker (ÖVP)
- James De Wolf (1764–1837), US-amerikanischer Politiker
- James Wolf (Sänger, 1870) (1870–1943), deutscher Sänger und Komiker
- James Iwan Wolf (1893–1981), deutscher Sänger und Entertainer
- Jaromír Wolf (1919–1990), tschechischer Bergsteiger
- Jean Wolf (Kraftsportler) (1860–1880), luxemburgischer Kraftsportler
- Jean-Claude Wolf (* 1953), Schweizer Ethiker
- Jean-Noël Wolf (* 1982), französischer Radrennfahrer
- Jean-Paul Wolf (* 1960), französischer Rugby-Union-Spieler
- Jeffrey Wolf (* 1946), US-amerikanischer Filmeditor und Filmregisseur
- Jennifer Wolf (* 1984), deutsche Schriftstellerin und Versicherungskauffrau
- Jenny Wolf (* 1979), deutsche Eisschnellläuferin
- Jens Wolf (Künstler, 1949) (* 1949), deutscher Maler und Illustrator
- Jens Wolf (Politiker, I), deutscher Politiker (SED/PDS)
- Jens Wolf (Künstler, 1967) (* 1967), deutscher Maler und Bildhauer
- Jens Wolf (Politiker, 1971) (* 1971), deutscher Politiker (CDU), MdHB
- Joachim Wolf (Jurist, 1906) (1906–1980), deutscher Jurist, Beamter und Kirchenfunktionär
- Joachim Wolf (Schauspieler), deutscher Schauspieler und Regisseur
- Joachim Wolf (Rechtswissenschaftler), deutscher Rechtswissenschaftler
- Joachim Wolf (Wirtschaftswissenschaftler) (* 1957), deutscher Wirtschaftswissenschaftler
- Joachim Wolf (Politiker) (* 1959), deutscher Politiker
- Joan Wolf (* 1951), US-amerikanische Schriftstellerin
- Jochen Wolf (Politiker) (1941–2022), deutscher Politiker (SPD)
- Jochen Wolf (Mathematiker) (* 1967), deutscher Mathematiker und Hochschullehrer
- Jochen Wolf (Biologe), deutscher Evolutionsbiologe und Hochschullehrer
- Joe Wolf (1964–2024), US-amerikanischer Basketballspieler
- Johann Wolf (Theologe, 1521) (auch Johannes Wolf; 1521–1572), Schweizer Theologe
- Johann Wolf (1537–1600), deutscher Jurist, Diplomat und Historiker, siehe Johann Wolff (Amtmann)
- Johann Wolf (Mediziner) (1580–1645), deutscher Mediziner und Hochschullehrer
- Johann Wolf (Theologe, 1653) (auch Johannes Wolf; 1653–1695), deutscher Theologe und Superindent
- Johann Wolf (Historiker) (Johann Vinzenz Wolf; 1743–1826), deutscher Historiker
- Johann Wolf (Pädagoge) (1765–1824), deutscher Pädagoge und Ornithologe
- Johann Wolf (Baumeister), deutscher Baumeister
- Johann Wolf (Politiker, I) (um 1803–??), österreichischer Politiker, Mitglied der Frankfurter Nationalversammlung
- Johann Wolf (Orgelbauer) (1837–1911), deutscher Orgelbauer
- Johann Wolf (Architekt) (1864–1949), österreichischer Architekt
- Johann Wolf (Literaturwissenschaftler) (1905–1982), rumänischer Sprach- und Literaturwissenschaftler
- Johann Wolf (Politiker, 1931) (1931–2006), österreichischer Politiker (ÖVP)
- Johann Wolf von Steineck († 1825), österreichischer Generalmajor
- Johann Andreas Wolf (1652–1716), deutscher Maler, siehe Andreas Wolff (Maler)
- Johann Baptist Ignaz Wolf (1716–1791), böhmischer Organist und Komponist
- Johann Christian Wolf (1690–1770), deutscher Philologe
- Johann Christoph Wolf (1683–1739), deutscher Theologe und Polyhistor
- Johann Guido Wolf (J. G. Wolf; 1845/1846–1922), österreichischer Baumeister und Architekt
- Johann Heinrich Wolf (1690–??), deutscher Kaufmann und Buchhändler
- Johann Joachim Wolf (1656–1706), deutscher evangelisch-lutherischer Geistlicher
- Johann Nepomuk von Wolf (1743–1829), deutscher Geistlicher, Bischof von Regensburg
- Johann Rudolf Wolf (1816–1893), Schweizer Astronom und Mathematiker, siehe Rudolf Wolf (Astronom)
- Johann Wilhelm Wolf (1817–1855), deutscher Germanist und Schriftsteller
- Johanna Wolf (Bordellbetreiberin) (1841–nach 1889), Bordellbetreiberin in Wien
- Johanna Wolf (Sekretärin) (1900–1985), deutsche Sekretärin von Adolf Hitler
- Johanna Bödege-Wolf (* 1962), deutsche Theologin und Hochschullehrerin
- Johannes III. Wolf († 1540), deutscher Zisterzienserabt
- Johannes Wolf (Bürgermeister)  (um 1524–1602), Schulmeister, Topograph, Geschichtsschreiber und Bürgermeister in Weimar
- Johannes Wolf (Spitalmeister), deutscher Spitalmeister
- Johannes Wolf (Musikwissenschaftler) (1869–1947), deutscher Musikhistoriker
- Johannes Wolf (Politiker, 1879) (1879–1938), deutscher Politiker (DNVP), MdR
- Johannes Wolf (Politiker, 1885) (1885–1961), deutscher Winzer und Politiker (BVP, CDU), MdL Rheinland-Pfalz
- Johannes Wolf (Widerstandskämpfer) (1898–1943), deutscher Widerstandskämpfer
- Johannes Rudolf Wolf (1564–1627), Schweizer Glasmaler, Buchdrucker, Verleger, Holzschneider und Kupferstecher
- John de Wolf (* 1962), niederländischer Fußballspieler
- Jonas Wolf (Bildhauer) († 1619), deutscher Bildhauer
- Jonas Wolf († 1680), deutscher Maler, siehe Jonas Wolff
- Jonas Wolf, ein Pseudonym von Thomas Plischke (* 1975), deutscher Schriftsteller
- Jonas Wolf (Fußballspieler) (* 2006), österreichischer Fußballspieler
- Jörn Wolf (* 1976), deutscher Journalist und Fußballfunktionär
- Jörn Henning Wolf (* 1937), deutscher Mediziner, Medizinhistoriker und Hochschullehrer
- Josef Wolf (Politiker) († 1869), österreichischer Politiker, Mitglied des Abgeordnetenhauses
- Josef Wolf (Märtyrer) (1882–nach 1935), russlanddeutscher römisch-katholischer Geistlicher und Märtyrer

- Josef Wolf (SS-Mitglied) (1900–1943), deutscher SS-Scharführer
- Josef Wolf (Synchronregisseur) (Pseudonym Wolfgang Fels), deutscher Synchronregisseur und -sprecher
- Josef Wolf (Diplomat) (1938–2014), liechtensteinischer Diplomat
- Josef Wolf (Historiker) (* 1952), deutscher Historiker
- Josef Wolf (Volleyballtrainer) (Sepp Wolf; * 1955), deutscher Volleyballtrainer
- Josef Wolf (Schauspieler) (* 1971), deutscher Schauspieler
- Joseph Wolf (1820–1899), deutsch-britischer Maler
- Joseph A. Wolf (1936–2023), US-amerikanischer Mathematiker und Hochschullehrer
- Joseph Franz Wolf (1802–1842), deutscher Komponist, Musiklehrer und Organist
- Joseph Georg Wolf (1930–2017), deutscher Jurist, Rechtshistoriker und Hochschullehrer
- Joseph Heinrich Wolf (1803–1857), deutscher Jurist und Heimatforscher
- Julia Wolf (Schriftstellerin) (* 1980), deutsche Schriftstellerin
- Julia Wolf (Handballspielerin) (* 1983), deutsche Handballspielerin
- Juliane Wolf (* 1988), deutsche Tischtennisspielerin
- Julius Wolf (Wirtschaftswissenschaftler) (1862–1937), österreichischer Wirtschaftswissenschaftler
- Julius Wolf (Basketballspieler) (* 1993), deutscher Basketballspieler
- Jürgen Wolf (Skisprungtrainer) († 1996), deutscher Skisprungtrainer
- Jürgen Wolf (Cellist) (1938–2014), deutscher Cellist, Dirigent und Musikpädagoge
- Jürgen Wolf (Skilangläufer, 1952) (* 1952), deutscher Skilangläufer
- Jürgen Wolf (Skilangläufer, 1957) (* 1957), deutscher Skilangläufer, Skilanglauftrainer und Sportfunktionär
- Jürgen Wolf (Mediziner) (* 1959), deutscher Internist
- Jürgen Wolf (Organist) (* 1961), deutscher Organist
- Jürgen Wolf (Mediävist) (* 1963), deutscher Mediävist
- Justin Wolf (* 1992), deutscher Radsportler
- Jutta Ehrmann-Wolf (* 1963), deutsche Handballschiedsrichterin

### K
- Karel De Wolf (1952–2011), belgischer Komponist und Dirigent
- Karin Wolf (Sozialpädagogin), deutsche Sozialpädagogin
- Karin Wolf (Musikerin), deutsche Musikerin und Hochschullehrerin
- Karl Wolf (Bildhauer) (1837–1887), deutscher Bildhauer
- Karl Wolf (Grafiker) († 1889), deutscher Jurist und Grafiker
- Karl Wolf (Kreisrat) (1840–1906), deutscher Jurist, Kreisrat im Großherzogtum Hessen
- Karl Wolf (Theaterleiter) (1848–1912), österreichischer Theaterleiter
- Karl Wolf (Politiker) (1871–1943), deutscher Bürgermeister und Abgeordneter
- Karl Wolf (Philologe) (1876–1931), deutscher Klassischer Philologe, Byzantinist und Lehrer
- Karl Wolf (Ingenieur) (1886–1950), österreichischer Physiker und Ingenieurwissenschaftler
- Karl Wolf (Künstler) (1894–1966), deutscher Stecher und Briefmarkengestalter
- Karl Wolf (Maler) (1901–1993), deutscher Maler
- Karl Wolf (Pädagoge) (1910–1995), österreichischer Pädagoge und Hochschullehrer
- Karl Wolf (Leichtathlet) (1912–1975), deutscher Hammerwerfer
- Karl Wolf (Fußballspieler) (1924–2005), deutscher Fußballspieler
- Karl Wolf (Musiker) (* 1979), libanesisch-kanadischer Musiker
- Karl A. Wolf (1904–1976), deutscher Physiker
- Karl Anton Wolf (1908–1989), österreichischer Maler und Bildhauer
- Karl Gottlob Wolf (1808–nach 1855), deutscher Bergmann
- Karl Günter Wolf (* 1957), deutscher Bildhauer
- Karl Heinrich Wolf (1814–1888), deutscher Politiker, MdL Bayern
- Karl-Heinz Wolf (Politiker) (1930–2022), deutscher Politiker (SPD)
- Karl-Heinz Wolf (Brauer) (* 1942), deutscher Brauer und Hochschullehrer
- Karl-Heinz Wolf (Gastronom) (1949–2017), deutscher Gastronom
- Karl-Heinz Wolf (Biathlet) (* 1951), deutscher Biathlet
- Karl Hermann Wolf (1862–1941), böhmisch-deutscher Politiker, Herausgeber und Schriftsteller
- Karl Lothar Wolf (1901–1969), deutscher Chemiker und Hochschullehrer
- Karl Ulrich Wolf (1921–1957), Schweizer Komponist und Pianist
- Karl Wilhelm Wolf-Czapek (1877–1913), tschechischer Schriftsteller, Jurist und Fotograf
- Karsten Wolf (* 1964), deutscher Komponist und Pianist
- Katarzyna Mol-Wolf (* 1974), deutsche Verlegerin und Autorin
- Katharina Wolf (* 1984), deutsche Schriftstellerin
- Käthe Wolf (Katherine M. Wolf;1907–1967), österreichisch-US-amerikanische Kinderpsychologin
- Kathi Wolf (* 1987), deutsche Schauspielerin und Kabarettistin
- Kati Wolf (Katalin Wolf; * 1974), ungarische Sängerin und Model
- Katja Wolf (* 1976), deutsche Politikerin (BSW, zuvor Die Linke)
- Klaus Wolf (Diplomat) (1934–2019), deutscher Diplomat
- Klaus Wolf (Autor), deutscher Bühnenautor
- Klaus Wolf (Geograph) (1938–2014), deutscher Geograph
- Klaus Wolf (Politiker, 1924) (* 1924), deutscher Politiker (DBD), MdV
- Klaus Wolf (Politiker, 1938) (* 1938), deutscher Politiker (DDR-CDU), MdV
- Klaus Wolf (Fußballspieler) (* 1948), deutscher Fußballspieler
- Klaus Wolf (Journalist) (1950–2008), deutscher Sportjournalist
- Klaus Wolf (Schachspieler) (* 1961), belgischer Schachspieler
- Klaus Wolf (Germanist) (* 1965), deutscher Germanist
- Klaus B. Wolf (* 1964), deutscher Schauspieler und Sprecher
- Klaus Dieter Wolf (* 1953), deutscher Politikwissenschaftler
- Klaus-Martin Wolf (auch Klaus Wolf; 1935–2019), deutscher Schriftsteller und Drehbuchautor
- Klaus-Peter Wolf (* 1954), deutscher Schriftsteller und Drehbuchautor
- Knut Wolf (Manager), deutscher Manager
- Knut-Michael Wolf (* 1945), deutscher Spieleautor und -kritiker
- Konrad Wolf (Orgelbauer), deutscher Orgelbauer
- Konrad Wolf (Beamter), deutscher Polizeibeamter und Verwaltungsbeamter
- Konrad Wolf (Architekt) (1918–2008), Schweizer Architekt
- Konrad Wolf (1925–1982), deutscher Filmregisseur, Namensgeber für die Filmuniversität Babelsberg Konrad Wolf
- Konrad Wolf (Politiker) (* 1962), deutscher Physiker, Hochschullehrer und Politiker (SPD)
- Konrad Heinrich Wolf (1766–1848), deutscher Geistlicher
- Konstanze Wolf (* 1976), deutsche Schauspielerin
- Kurt Wolf (Mediziner) (1865–1947), deutscher Hygieniker
- Kurt Wolf (Verwaltungsjurist) (1899–1975), deutscher Verwaltungsbeamter
- Kurt Wolf (Komponist), deutscher Komponist
- Kurt Wolf, deutscher Akrobat, Mitglied der 3 Orfatis
- Kurt Wolf (Politiker, 1921) (1921–1994), deutscher Politiker (SVP, FDP), MdL Saarland
- Kurt Wolf (Künstler) (* 1940), Schweizer bildender Künstler
- Kurt Wolf (Politiker, II), deutscher Politiker (SED), MdL Sachsen
- Kurt Wolf (Diplomat), deutscher Ökonom und Diplomat
- Kurt Wolf (Grenzopfer) (1903–1949), deutsches Todesopfer an der Sektorengrenze in Berlin
- Kurt Wolf (Pianist) (* 1955), deutscher Pianist
- Kurt Wolf (Gitarrist), US-amerikanischer Gitarrist
- Kurt Bernardo Wolf (* 1943), mexikanischer Physiker

### L
- Lara Wolf (* 2000), österreichische Freestyle-Skierin
- Laurent Wolf (* 1971), französischer DJ
- Lea Wolf, Pseudonym von Gabriele Keiser (* 1953), deutsche Autorin
- Leonard Wolf (Schriftsteller) (eigentlich Ludovic Wolf; 1923–2019), rumänisch-US-amerikanischer Schriftsteller, Dichter, Übersetzer und Hochschullehrer
- Leonard G. Wolf (1925–1970), US-amerikanischer Politiker
- Leonhard Wolf (1897–1983), deutscher Industriemanager
- Leopold Wolf (Chemiker) (1896–1974), deutscher Chemiker
- Leopold Wolf (Politiker) (1899–1964), österreichischer Politiker (SPÖ)
- Leopold Carl Wolf (1859–1932), deutscher Komponist
- Lisa Wolf (* 1963), deutsche Schauspielerin
- Little Wolf (Oh-cum-ga-che; um 1820–1904), Häuptling der Cheyenne
- Loeser Leo Wolf (1775–1840), deutscher Kupferstecher
- Lone Wolf (Häuptling) (Guipago; um 1820–1879), Häuptling der Kiowa
- Lore Wolf (1900–1996), deutsche Politikerin
- Lorenz Wolf (* 1955), deutscher Geistlicher
- Lorenz Wolf (Märtyrer) (1871–nach 1935), russlanddeutscher römisch-katholischer Geistlicher und Märtyrer

- Lothar Wolf (Mediziner) (1882–1938), deutscher Arzt und Autor
- Lothar Wolf (Sprachwissenschaftler) (1938–2012), deutscher Sprachwissenschaftler
- Lothar Wolf (Fußballspieler) (* 1951), deutscher Fußballspieler
- Lotte Wolf-Matthäus (1908–1979), deutsche Sängerin
- Louis Wolf (Musiker) (auch Ludwig Joseph Wolff; 1775–1819), österreichischer Gitarrist, Komponist und Geiger
- Louis Wolf (Radsportler) (* 1993), deutscher Mountainbiker
- Louisa Wolf (* 1994), deutsche Handballspielerin
- Louise Wolf (Malerin) (auch Luise Wolf; 1796–1859), deutsche Malerin und Zeichnerin
- Louise Wolf (Sängerin) (1827–nach 1873), deutsche Opernsängerin (Sopran)
- Louise Adelaide Wolf (1898–1962), US-amerikanische Mathematikerin und Hochschullehrerin
- Lucas Wolf (Rennfahrer) (* 1994), deutscher Automobilrennfahrer
- Lucas Wolf (Fußballspieler) (* 2001), deutscher Fußballspieler
- Lukas Wolf, deutscher Webvideoproduzent, siehe LukasBS
- Lucien Wolf (1857–1930), britischer Publizist und Historiker
- Ludwig Wolf (Zeichner) (1772–1832), deutscher Zeichner, Maler und Kupferstecher
- Ludwig Wolf (Fabrikant), deutscher Glasfabrikant
- Ludwig Wolf (Mediziner) (1850–1889), deutscher Arzt und Anthropologe
- Ludwig Wolf (Musiker) (1867–1955), deutscher Sänger und Liedermacher
- Ludwig Wolf (Widerstandskämpfer) (1906–1981), deutscher Widerstandskämpfer
- Ludwig Wolf (Geologe) (1933–2008), deutscher Geologe
- Ludwig Wolf (Heimatforscher) (* 1941), deutscher Heimatforscher
- Ludwig Paul Wolf (1876–1943), deutscher Mediziner
- Luisa Wolf (* 1986), Schweizer Schauspielerin mit karibischen Wurzeln
- Luise Wolf (Übersetzerin) (1860–1942), deutsche Literaturübersetzerin
- Luise Wolf, Geburtsname von Li Osborne (1883–1968), deutsche Fotografin
- Luise Wolf (Bildhauerin) (1924–2008), österreichische Bildhauerin

### M
- M. Stephania Wolf (1904–1997), deutsche Benediktinerin, Äbtissin von Frauenchiemsee
- Magret Wolf (* 1960), deutsche Komponistin
- Maik Wolf (* 1979), deutscher Rechtswissenschaftler
- Manfred Wolf (Geologe) (1931–2010), deutscher Geologe und Politiker (FDGB)
- Manfred Wolf (Archivar) (1933–2020), deutscher Archivar
- Manfred Wolf (Rechtswissenschaftler) (1939–2007), deutscher Rechtswissenschaftler und Richter
- Manfred Wolf (Skispringer) (* 1948), deutscher Skispringer
- Manfred Wolf (Fußballspieler) (* 1949), deutscher Fußballspieler
- Manfred Wolf (Rennfahrer), deutscher Automobilrennfahrer
- Manfred Wolf (Eishockeyspieler) (* 1957), deutsch-kanadischer Eishockeyspieler
- Manfred Wolf (Designer), deutscher Designer und Unternehmer
- Marco Wolf (* 2001), deutscher Fußballspieler
- Marek Wolf (* 1957), tschechischer Astronom
- Marga Wolf (1880–1944), deutsche Ärztin
- Margareta Wolf (* 1957), deutsche Politikerin (Bündnis 90/Die Grünen)
- Margarete Caroline Wolf (1911–1998), US-amerikanische Mathematikerin und Hochschullehrerin
- Margarethe Wolf (Rennrodlerin), deutsche Rennrodlerin
- Margit Wolf (1910–1998), ungarische Tänzerin
- Maria Wolf (Politikerin) (1900–1980), deutsche Politikerin (SPD)
- Maria Wolf (Fußballspielerin) (* 1981), österreichische Fußballspielerin und -trainerin
- Marie Wolf (1868–1935), Schweizer Unternehmerin
- Marius Wolf (* 1995), deutscher Fußballspieler
- Markus Wolf (1923–2006), deutscher General im Ministerium für Staatssicherheit
- Markus Wolf (Bildhauer) (* 1963), deutscher Bildhauer
- Markus Wolf (Bauforscher) (* 1965), deutscher Bauforscher
- Markus Wolf (Fußballspieler) (* 1970), deutscher Fußballspieler
- Markus Wolf (Politiker) (* 1980), deutscher Politiker (CDU)
- Martha Ruben-Wolf (1887–1939), deutsche Ärztin und Autorin
- Martin Wolf (Betriebsrat) (1917–2010), deutscher Betriebsrat
- Martin Wolf (Journalist) (* 1946), britischer Journalist
- Martin Wolf (Politiker) (* 1956), deutscher Politiker (CSU)
- Martin Wolf (Physiker) (* 1961), deutscher Physiker
- Martin Wolf (Fußballspieler) (* 1963), deutscher Fußballspieler
- Martin Wolf (Filmeditor), deutscher Filmeditor
- Martin Wolf (Schauspieler) (* 1976), deutscher Schauspieler
- Martin Paul Wolf (1908–vor 1952), deutscher SS-Obersturmführer
- Marvin Wolf (* 1973), österreichischer Journalist und Moderator
- Maryanne Wolf (* 1947), US-amerikanische Psychologin, Neurowissenschaftlerin und Hochschullehrerin
- Maurice De Wolf (1896–1971), belgischer Radrennfahrer
- Max Wolf (Maler) (1824–1901), deutscher Maler
- Max Wolf (Komponist) (1840–1886), österreichischer Komponist
- Max Wolf (Unternehmer, 1860) (1860–1942), deutscher Baumwollunternehmer
- Max Wolf (1863–1932), deutscher Astronom
- Max Wolf (Journalist, 1877) (1877–1925), Journalist
- Max Wolf (Turner) (bl. 1904), US-amerikanischer Turner
- Max Wolf (Unternehmer, 1887) (1887–1948), deutscher Seifenfabrikant
- Max Wolf (Politiker) (1889–nach 1954), deutscher Landrat
- Max Wolf (Tiermediziner) (1890–1963), deutscher Veterinärmediziner
- Max Wolf (Mediziner) (1892–1990), österreichischer Dermatologe und Fotograf
- Max Wolf (Journalist, 1899) (1899–um 1962), Schweizer Journalist
- Melanie Wolf (* 1980), deutsche Tänzerin
- Michael Wolf (Philosoph) (1584–1623), deutscher Philosoph und Logiker
- Michael Wolf (Politiker, 1859) (1859–1929), deutscher Politiker (HBB), MdL Hessen
- Michael Wolf (Märtyrer) (1890–1937), russlanddeutscher römisch-katholischer Geistlicher und Märtyrer

- Michael Wolf (Sozialwissenschaftler) (* 1947), deutscher Sozialwissenschaftler
- Michael Wolf (Fotograf) (1954–2019), deutsch-amerikanischer Fotograf
- Michael Wolf (Mathematiker) (* 1960), US-amerikanischer Mathematiker
- Michael Wolf (Politiker, 1962) (* 1962), deutscher Politiker (SPD), Oberbürgermeister von Altenburg
- Michael Wolf (Manager) (* 1963), schwedischer Manager
- Michael Wolf (Regisseur), deutscher Schauspieler und Regisseur
- Michael Wolf (Schauspieler) (* 1967), deutscher Rechtsanwalt, Schauspieler und Filmproduzent
- Michael Wolf (Leichtathlet) (* 1975), deutscher Langstreckenläufer
- Michael Wolf (Eishockeyspieler) (* 1981), deutscher Eishockeyspieler
- Michael Barry Wolf (* 1954), US-amerikanischer Kontrabassist
- Michael M. Wolf (* 1974), deutscher Physiker
- Michaela Wolf (* 1982), österreichische Tänzerin, Model, Schauspielerin und Moderatorin, siehe Wendy Night
- Michel De Wolf (* 1958), belgischer Fußballspieler
- Michèle Wolf (* 1954), französische Fußballspielerin
- Michelle Wolf (* 1985), US-amerikanische Komikerin
- Milton Wolf (1924–2005), US-amerikanischer Unternehmer und Diplomat
- Moritz Wolf (Politiker) (1838–1902), deutscher Politiker
- Moritz Wolf (Baubeamter) (1886–1971), deutscher Baubeamter

### N
- Naomi Wolf (* 1962), US-amerikanische Schriftstellerin und politische Aktivistin
- Nathanael Matthäus von Wolf (1724–1784), deutscher Botaniker und Arzt
- Nazaire De Wolf (1917–1983), belgischer Komponist und Bandleader
- Nico de Wolf (Nicolaas de Wolf; 1887–1967), niederländischer Fußballspieler
- Nicola Wolf-Kühn (* 1960), deutsche Sozialmedizinerin und Hochschullehrerin
- Nicolas Wolf (Musiker) (* 1987), Schweizer Musiker
- Nicolas Wolf (Schauspieler) (* 1992), deutscher Schauspieler
- Nicolas Wolf (Basketballspieler) (* 1999), deutscher Basketballspieler
- Niklaus Wolf von Rippertschwand (1756–1832), Schweizer Landwirt und Heiler
- Nikolaus Wolf (Politiker) (1789–1871), württembergischer Landtagsabgeordneter
- Nikolaus Wolf (* 1973), deutscher Wirtschaftshistoriker
- Nina Wolf (* 1978), deutsche Tischtennisspielerin
- Norbert Wolf (Sportfunktionär) (* 1933), deutscher Sportfunktionär
- Norbert Wolf (Kunsthistoriker) (* 1949), deutscher Kunsthistoriker
- Norbert Christian Wolf (* 1970), österreichischer Germanist
- Norbert Richard Wolf (* 1943), österreichischer Mediävist und Sprachwissenschaftler
- Norman Wolf (1927–2017), US-amerikanischer Tierarzt und Altersforscher
- Notker Wolf (1940–2024), deutscher Ordensgeistlicher

### O
- Orla Wolf (* 1971), deutsche Schriftstellerin, Bloggerin, Filmemacherin und Künstlerin
- Ortwin De Wolf (* 1997), belgischer Fußballspieler
- Otto Wolf (Komponist) (1849–1917), deutsch-niederländischer Komponist und Dirigent
- Otto Wolf (Sänger) (1871–1946), deutscher Sänger (Tenor)
- Otto Wolf (Schriftsteller) (1900–1972), Schweizer Lehrer und Mundartschriftsteller
- Otto Wolf (Autor) (1927–1945), tschechischer Autor
- Otto Friedrich Wolf (1855–1940), deutscher Maler

### P
- Patrick Wolf (Fußballspieler, 1981) (* 1981), österreichischer Fußballspieler
- Patrick Wolf (Musiker) (* 1983), britischer Musiker, Sänger und Komponist
- Patrick Wolf (Fußballspieler, 1989) (* 1989), deutscher Fußballspieler
- Paul Wolf (Theologe) (um 1569–1626), deutscher Theologe
- Paul Wolf (Politiker, 1857) (1857–1926), deutscher Politiker, Bürgermeister von Spandau
- Paul Wolf (Manager) (1875–1953), deutscher Eisenbahnmanager
- Paul Wolf (Architekt) (1879–1957), deutscher Architekt und Stadtplaner
- Paul Wolf (Heimatforscher) (1887–1968), deutscher Lehrer und Heimatforscher
- Paul Wolf (Schwimmer) (1915–1972), US-amerikanischer Schwimmer
- Paul Wolf (Politiker, 1920) (1920–1977), deutscher Politiker (SPD)
- Paul Wolf (Wirtschaftswissenschaftler) (1923–2006), deutscher Wirtschaftswissenschaftler und Hochschullehrer
- Paul Wolf, Pseudonym von Ernst Vlcek (1941–2008), österreichischer Autor
- Paula Kalmar-Wolf (1880–1931), österreichische Schachspielerin
- Peanut Butter Wolf (eigentlich Chris Manak; * 1969), US-amerikanischer DJ
- Peggy Wolf (* 1971), deutsche Journalistin und Autorin
- Peter Wolf (Maler, 1768) (1768–1836), österreichischer Maler
- Peter Wolf (Gärtner) (1770–1833), deutscher Landschaftsarchitekt
- Peter Wolf (Politiker, 1877) (1877–1939), deutscher Politiker (SPD), Provinziallandtagsabgeordneter
- Peter Wolf (Politiker, 1923) (1923–2000), deutscher Politiker (CDU), Oberbürgermeister von Remscheid
- Peter Wolf (Jurist) (* 1934), deutscher Jurist, Bundeswehrdisziplinaranwalt
- Peter Wolf (Mediziner) (* 1938), deutscher Neurologe und Epileptologe
- Peter Wolf (Politiker, 1939) (* 1939), deutscher Politiker (SPD), MdA Berlin
- Peter Wolf (Politiker, 1940) (* 1940), deutscher Politiker (CDU), MdA Berlin
- Peter Wolf (Maler, 1941) (1941–1997), deutscher Maler
- Peter Wolf (Kameramann) (* 1945), britisch-US-amerikanischer Kameramann
- Peter Wolf (Musiker) (* 1946), US-amerikanischer Sänger
- Peter Wolf (Basketballspieler) (* 1951), österreichischer Basketballspieler und -trainer
- Peter Wolf (Komponist) (* 1952), österreichischer Produzent und Komponist
- Peter Wolf (Fußballspieler) (* 1956), deutscher Fußballspieler
- Peter Wolf (Künstlermanager) (* 1957), deutscher Künstlermanager
- Peter Wolf (Politiker, 1963) (* 1963), österreichischer Rechtsanwalt und Politiker, Bürgermeister von Maria Lanzendorf
- Peter Wolf (Schauspieler) (* 1965), österreichischer Schauspieler
- Peter Wolf (Volleyballspieler) (* 1992), deutscher Volleyball- und Beachvolleyballspieler
- Peter Manfred Wolf (* 1958), deutscher Komponist und Hochschullehrer
- Peter Philipp Wolf (1761–1808), deutscher Historiker, Journalist und Verleger
- Petra Wolf (* 1962), deutsche Veterinärmedizinerin und Hochschullehrerin
- Petra Wolf-Perraudin, deutsche Sängerin (Mezzosopran)
- Philipp Wolf (* 1992), deutscher Schwimmer
- Philipp Jacob Wolf (1604–1681), deutscher Rechtswissenschaftler
- Placidus Wolf (1912–1985), österreichischer Geistlicher

### Q
- Quido Wolf (1924–1994), Liechtensteiner Sportschütze

### R
- Raffaela Wolf (* 1978), deutsche Eishockeyspielerin
- Rainer Wolf (* 1956), deutscher Fußballspieler
- Randy Wolf (* 1976), US-amerikanischer Baseballspieler
- Raphael Wolf (* 1988), deutscher Fußballtorwart
- Reinhard Wolf (Pfarrer) (1589–1637), deutscher Pfarrer
- Reinhard Wolf (Musiker) (1904–1975), deutscher Bratschist
- Reinhard Wolf (Maler) (1915–2001), deutscher Maler
- Reinhard Wolf (Architekt) (* 1950), deutscher Architekt
- Reinhard Wolf (Geograph) (* 1950), deutscher Geograph und Natur- und Denkmalschützer
- Reinhard Wolf (Manager) (* 1960), österreichischer Manager
- Reinhard Wolf (Politikwissenschaftler) (* 1960), deutscher Politikwissenschaftler und Hochschullehrer
- Reinhart Wolf (1930–1988), deutscher Fotograf
- Renate Wolf (* 1957), deutsche Handballspielerin und -trainerin
- Ricardo Wolf (1887–1981), deutsch-kubanischer Erfinder und Diplomat
- Richard Wolf (Politiker, 1875) (1875–1955), deutscher Politiker (HBB)
- Richard Wolf (Politiker, 1888) (1888–1953), österreichischer Politiker (SPÖ)
- Richard Wolf (Oberst) (1894–1972), deutscher Stabsoffizier
- Richard Wolf (Autor) (1900–1995), deutscher Lehrer und Schriftsteller
- Richard Wolf (Unternehmer) (1906–1958), deutscher Industrieller
- Richard Wolf (Politiker, III), deutscher Politiker (SED)
- Richard Anthony Wolf (* 1946), US-amerikanischer Fernsehproduzent, siehe Dick Wolf
- Richard Georg Wolf (1932–2020), deutscher Schriftsteller und Künstler, siehe Ror Wolf
- Robert Wolf (Musiker) (1957–2015), deutscher Gitarrist
- Robert Wolf (Physiker, 1964) (* 1964), deutscher Physiker und Hochschullehrer
- Robert Wolf (Dramatiker) (* 1965), österreichischer Physiker und Dramatiker
- Robert Wolf (Schwimmer) (* 1971), tschechoslowakischer Schwimmer
- Robert Wolf (Chemiker) (* 1977), deutscher Chemiker und Hochschullehrer
- Robert Wolf (Physiker, II), deutscher Physiker
- Robert Wolf, eigentlicher Name von Robeat (* 1989), deutscher Beatboxer
- Roland Wolf (* 1978), deutscher Schauspieler und Synchronsprecher
- Rolf M. Wolf (1909–nach 1975), deutscher Zeitschriftenverleger
- Romaine Wolf-Bonvin (* 1956), französische Romanistin und Literaturwissenschaftlerin
- Ron Wolf (* 1938), US-amerikanischer American-Football-Funktionär
- Ronald de Wolf (* 1973), niederländischer Informatiker
- Ror Wolf (1932–2020), deutscher Schriftsteller
- Rosi Wolf-Almanasreh (1941–2022), deutsche Journalistin und Amtsleiterin
- Rüdiger Wolf (* 1951), deutscher politischer Beamter
- Rudolf Wolf (Astronom) (1816–1893), Schweizer Astronom und Mathematiker
- Rudolf Wolf (Maler) (1877–1940). deutscher Maler
- Rudolf Wolf (Typograf) (1895–1942), deutscher Typograf
- Rudolf Wolf (Chemiker) (1905–1995), deutscher Chemiker
- Rudolf Wolf (Medizinphysiker) (1929–2010), deutscher Medizinphysiker
- Rudolf Wolf (Eishockeyspieler) (* 1971), deutsch-tschechischer Eishockeyspieler
- Rudolf Ernst Wolf (1831–1910), deutscher Konstrukteur und Unternehmer
- Ruth Wolf-Rehfeldt (1932–2024), deutsche Künstlerin

### S
- Sabine Wolf (* 1971), deutsche Schauspielerin und Regisseurin
- Sándor Wolf (1871–1946), österreichischer Sammler und Museumsgründer
- Sascha Wolf (* 1971), ehemaliger deutscher Fußballspieler
- Sascha Wolf (Schauspieler), deutscher Schauspieler
- Scott Wolf (* 1968), US-amerikanischer Schauspieler
- Sebastian Wolf (Musiker) (* 1977), deutscher Schlagzeuger, Musikpädagoge und Musikschulleiter
- Sebastian Wolf (Politiker) (* 1981), deutscher Politiker (CDU)
- Sebastian Wolf (Fußballspieler, 1985) (* 1985), deutscher Fußballspieler
- Sebastian Wolf (Fußballspieler, 1993) (* 1993), deutscher Fußballspieler
- Sebastião Wolf (1869–1936), brasilianischer Sportschütze
- Sheila Wolf (* 1969), deutscher Travestiekünstler
- Sibylle Wolf (Sängerin), deutsche Sängerin (Mezzosopran) und Schauspiellehrerin
- Sibylle Wolf (Violinistin) (* 1970), deutsche Violinistin
- Sidney Wolf (* 1987), deutsches Model und Reality-TV-Person
- Siegbert Wolf (* 1954), deutscher Historiker, Politikwissenschaftler und Publizist
- Siegfried Wolf (Afrikanist) (1907–1986), deutscher Afrikanist
- Siegfried Wolf (Fußballspieler) (1926–2017), deutscher Fußballspieler
- Siegfried Wolf (Manager) (* 1957), österreichischer Manager
- Siegfried Reginald Wolf (1867–1951), österreichischer Schachspieler
- Siegmund A. Wolf (1912–1987), deutscher Sprachforscher
- Sigrid Wolf (* 1964), österreichische Skirennläuferin
- Silvio Wolf (* 1952), italienischer Fotograf und Installationskünstler
- Simon von Wolf (1730–1808), österreichischer Feldmarschallleutnant
- Simon Wolf (1836–1923), deutschamerikanischer Anwalt und Staatsmann
- Sissi Wolf (* 1979), österreichische Schauspielerin
- Sonja Friedmann-Wolf (1923–1986), deutsche Autorin
- Sophie Wolf (Politikerin) (1861–1964), österreichische Politikerin (ÖVP), Steiermärkische Landtagsabgeordnete
- Sophie Wolf (Sängerin) (auch Sofie Wolf; 1880–1938), deutsche Opernsängerin (Sopran)

- Stefan Wolf, Pseudonym von Rolf Kalmuczak (1938–2007), deutscher Schriftsteller
- Stefan Wolf (Politiker) (* 1961), deutscher Politiker (SPD), Bürgermeister von Weimar
- Stefan Wolf (Manager) (* 1961), deutscher Manager, Präsident von Gesamtmetall
- Stefan Wolf (Fussballspieler, 1971) (* 1971), Schweizer Fußballspieler
- Stefan Wolf (Fussballspieler, 1998) (* 1998), Schweizer Fußballspieler
- Stefanie Wolf (* 1955), deutsche Politikerin (FDP), MdL Mecklenburg-Vorpommern
- Susan Wolf (* 1952), US-amerikanische Philosophin
- Susanne Wolf (* 1964), deutsche Autorin und Dramaturgin
- Sven Wolf (* 1976), deutscher Politiker (SPD)

### T
- Tamara Wolf (Skirennfahrerin) (* 1985), Schweizer Skirennfahrerin
- Tamara Wolf (Eishockeyspielerin) (* 1993), deutsche Eishockeyspielerin
- Taynara Wolf (* 1996), deutsche Schauspielerin, Tänzerin und Model
- Theo Wolf (Theodor Wolf; 1928–2012), deutscher Förster und Heimatforscher
- Theodor Wolf (1841–1924), deutscher Botaniker und Geologe
- Thilo Wolf (* 1967), deutscher Jazzmusiker und Unternehmer
- Thomas Wolf (Bankräuber) (* 1953), deutscher Bankräuber
- Thomas Wolf (Fußballspieler, 1963) (* 1963), luxemburgischer Fußballspieler
- Thomas Wolf (* 1965), deutscher Orgelbauer, siehe Vogtländischer Orgelbau Thomas Wolf
- Thomas Wolf (Physiotherapeut) (* 1971), deutscher Sportwissenschaftler, Physiotherapeut und Hochschullehrer
- Thomas Wolf (Fußballspieler, 1983) (* 1983), österreichischer Fußballspieler
- Thomas Wolf (Historiker) (* 1985), deutscher Historiker
- Thomas Bäppler-Wolf (* 1961), deutscher Entertainer
- Thomas C. Wolf (* vor 1968), österreichischer Violinist
- Thorsten Wolf (* 1965), deutscher Schauspieler und Kabarettist
- Tina Wolf (* 1966), deutsche Architektin und Hochschullehrerin
- Tobias Wolf (Schauspieler) (* 1987), deutscher Musiker und Schauspieler
- Tobias Wolf (Fußballspieler) (* 1988), deutscher Fußballspieler
- Tom Wolf (Politiker) (Thomas Westerman Wolf; * 1948), US-amerikanischer Politiker und Unternehmer
- Tom Wolf (Schriftsteller) (* 1964), deutscher Literaturwissenschaftler und Schriftsteller
- Torsten Wolf (* 1968), deutscher Politiker (Die Linke)

### U
- Udo Wolf (* 1962), deutscher Politiker (Die Linke)
- Uljana Wolf (* 1979), deutsche Schriftstellerin
- Ulrich Wolf (Gartengestalter) (1902–1967), deutscher Gartengestalter und Hochschullehrer
- Ulrich Wolf (Humangenetiker) (1933–2017), deutscher Humangenetiker
- Ulrich Wolf (General) (* 1947), deutscher Generalleutnant
- Ulrich Wolf (Ruderer) (* 1949), österreichischer Ruderer
- Ulrich Wolf (Handballspieler) (* 1975), deutscher Handballspieler
- Ulrika Wolf-Knuts (* 1947), schwedisch-finnische Volkskundlerin und Hochschullehrerin
- Ulrike Wolf (* 1944), deutsche Journalistin und Moderatorin
- Urs Wolf (* 1958), Schweizer Architekt
- Ursel Meyer-Wolf (1944–2020), deutsche Autorin
- Ursula Wolf (Bildhauerin, 1920) (1920–2015), deutsche Bildhauerin und Malerin
- Ursula Wolf (Bildhauerin, 1942) (1942–2010), deutsche Bildhauerin
- Ursula Wolf (Philosophin) (* 1951), deutsche Philosophin
- Ursula Wolf (Leichtathletin), deutsche Leichtathletin
- Ursula Wolf-Zellweger (1735–1820), Schweizer Kunstmäzenin
- Uwe Wolf (Musikwissenschaftler) (* 1961), deutscher Musikwissenschaftler
- Uwe Wolf (* 1967), deutscher Fußballspieler

### V
- Vanessa Wolf (* 1969), deutsche Theaterregisseurin
- Viktor Wolf von Glanvell (1871–1905), österreichischer Bergsteiger
- Vladimír Wolf (1942–2019), tschechischer Archivar und Historiker
- Volker Wolf (* 1957), deutscher Synchronsprecher

### W
- Waldemar Wolf (1929–2001), deutscher Politiker, MdL Hessen
- Wallace Wolf (1930–1997), US-amerikanischer Schwimmer und Wasserballspieler
- Walter Wolf (Bildhauer) (1894–?), deutscher Bildhauer
- Walter Wolf (Politiker) (1907–1977), deutscher Politiker (KPD, SED)
- Walter Wolf (Unternehmer) (* 1939), österreichisch-kanadischer Unternehmer
- Walter Wolf (Journalist, 1947) (* 1947), rumäniendeutscher Journalist
- Walter Wolf (Journalist, 1953) (* 1953), deutscher Journalist und Fotograf
- Walther Wolf (1900–1973), deutscher Ägyptologe
- Warren Wolf (* 1979), US-amerikanischer Jazzmusiker und Komponist
- Werner Wolf (Germanist) (1906–1967), deutscher Germanist
- Werner Wolf (Fußballspieler) (1925–2015), deutscher Fußballspieler und -trainer
- Werner Wolf (Musikwissenschaftler) (1925–2019), deutscher Musikwissenschaftler
- Werner Wolf (Politiker) (1929–2005), deutscher Politiker (SPD)
- Werner Wolf, Geburtsname von Notker Wolf (1940–2024), deutscher Ordensgeistlicher
- Werner Wolf (Politikwissenschaftler) (* 1945), deutscher Politikwissenschaftler und Journalist
- Werner Wolf (Anglist) (* 1955), deutscher Anglist
- Werner Wolf (Manager) (* 1956), deutscher Brauereimanager und Fußballfunktionär
- Werner Wolf-Holzäpfel (* 1957), deutscher Architekt und Architekturhistoriker
- Wilhelm Wolf (Unternehmer) (1859–1933), deutscher Textilfabrikant
- Wilhelm Wolf (Verleger) (1863–1938), deutscher Zeitungsverleger
- Wilhelm von Wolf (Verwaltungsjurist) (1869–1943), deutscher Verwaltungsjurist
- Wilhelm Wolf (1896–1954), deutsch-österreichischer Gartenarchitekt, siehe Willy Wolf
- Wilhelm Wolf (Politiker, 1897) (1897–1939), österreichischer Politiker
- Wilhelm Wolf (Politiker, 1899) (1899–1948), deutscher Politiker (CDU)
- Wilhelm Wolf (Mediziner) (1911–1992), deutscher Mediziner und Sportfunktionär
- Wilhelm Wolf (Richter) (* 1966), deutscher Richter
- Wilhelm Georg Wolf (1845–1917), deutscher Forstmeister und Landtagsabgeordneter
- Willi Wolf (Gewerkschafter) (1904–1971), deutscher Politiker (SPD/SED) und Gewerkschafter
- Willi Wolf (Mediziner) (1908–1953), deutscher Mediziner und Hochschullehrer
- Willi Wolf (Politiker, 1924) (1924–2007), deutscher Gewerkschafter und Politiker (SPD), MdB
- Willi Wolf (Politiker, 1938) (1938–2018), deutscher Verwaltungsbeamter und Politiker (CSU)
- Willi Wolf (Schauspieler) (1944–2007), deutscher Schauspieler
- William P. Wolf (1833–1896), US-amerikanischer Politiker
- Willy Wolf (Wilhelm Wolf; 1896–1954), deutsch-österreichischer Gartenarchitekt
- Winfried Wolf (Pianist) (1900–1982), österreichisch-deutscher Pianist, Komponist und Musikpädagoge
- Winfried Wolf (Schriftsteller) (* 1943), deutscher Lehrer und Schriftsteller
- Winfried Wolf (Politiker) (1949–2023), deutscher Politiker, Journalist und Sachbuchautor
- Wolf-Dieter Wolf (* 1944), deutscher Immobilienunternehmer und Sportfunktionär
- Wolf-Werner Wolf (1944–2020), deutscher Tänzer, Choreograph, Tanzlehrer und Tanztherapeut
- Wolfgang Wolf (Rennfahrer) (* 1950), deutscher Automobilrennfahrer
- Wolfgang Wolf (* 1957), deutscher Fußballspieler und -trainer

### X
- Xaver Wolf (1937–2017), deutscher Politiker (SPD)

### Y
- Yannick Wolf (* 2000), deutscher Leichtathlet

### Z
- Zacharias Wolf (1667–1726), deutscher Soldat und Ingenieur
- Zayde Wolf (* 1977), US-amerikanischer Singer-Songwriter und Musikproduzent